# Clube Atlético Itapemirim
Clube Atlético Itapemirim, conhecido apenas por Atlético e cujo acrônimo é CAI, é um clube de futebol brasileiro da cidade de Itapemirim, Espírito Santo.
Tem como suas cores tradicionais o preto e o branco e tem como mascote um galo.

## História
O Clube Atlético Itapemirim foi fundado em 5 de dezembro de 1965 em Itapemirim por torcedores mineiros que vieram trabalhar no novo Banco do Brasil que seria inaugurado no município na década de 1950, apaixonado pelo futebol e pelo Botafogo, o carioca José Olívio Soares junto com os novos funcionários mineiros do novo banco, fundaram um time de futebol no município de Itapemirim.
Inicialmente o desejo de José Olívio era que o novo clube levasse em seu peito o escudo do "Glorioso Carioca", porém no novo banco a maioria eram torcedores do Atlético Mineiro, então ficou decidido que o escudo seria idêntico ao do Atlético Mineiro, portanto sendo que as cores do time mineiro eram as mesmas do Botafogo, José Olívio acabou concordado, assim surgiu o Clube Atlético Itapemirim.
Na maior parte de sua história o Atlético Itapemirim participou de diversos campeonatos regionais, citadinos e torneios amadores, como o Sulino, o principal torneio do sul do estado no qual o Galo da Vila foi campeão três vezes em 2006, 2007 e 2010.
Além do futebol masculino, o Galo da Vila também foi representado no futebol feminino, em 2004 campeão sulino de futebol feminino.

### Acesso à Série A
Em 2011, o Atlético Itapemirim deixa de ser um time amador e se torna um time de futebol profissional filiado a Federação de Futebol do Espírito Santo (FES) e a Confederação Brasileira de Futebol (CBF), participando assim pela primeira vez em uma competição profissional, o Capixaba da Segunda Divisão, terminando em quinto lugar.
Em 2014 o Atlético Itapemirim retorna ao Campeonato Capixaba - Série B após dois anos de ausência.
Em um dos campeonatos mais equilibrado dos último anos, o Atlético consegue assegurar a vaga inédita na Série A, desbancando times favoritos e tradicionais do Espírito Santo como o Rio Branco-ES e o Serra. O Atlético Itapemirim ficou com o vice-campeonato, com o mesmo onze pontos no Quadrangular Final do campeão Sport Capixaba, perdendo o título nos saldos de gols.
Na Copa Espírito de 2014, o clube também termina com o vice-campeonato perdendo a final para o Real Noroeste pelo placar agregado de 3 a 2.

### 2017: Campeão capixaba invicto e da Copa Espírito Santo
Na primeira fase do Campeonato Capixaba, o Atlético classifica-se às semifinais com a primeira colocação.
O Atlético elimina o Tupy nas semifinais e alcança a final inédita.
O Atlético derrota o Doze no segundo jogo da final por 2 a 1 no Estádio Sumaré em Cachoeiro de Itapemirim e torna-se campeã pela primeira vez em sua história e de forma invicta, garantido vagas na Copa do Brasil e na Série D do Brasileiro de 2018.
Na Copa Espírito Santo, o Atlético chega a final dessa competição pela segunda vez na sua história após eliminar o Rio Branco-ES nas semifinais.
Nas finais após dois empates, o Galo da Vila superou o Espírito Santo nos pênaltis e conquistou o troféu inédito da competição. Com o título garante vaga na Copa Verde, além de ser o primeiro clube a vencer o Campeonato Capixaba e a Copa Espírito Santo no mesmo ano.

### 2018: Vice-campeão da Copa Verde
Na estreia em competições nacionais, o Atlético Itapemirim vence o Brasiliense por 2 a 1 com gols de Zizu e Eraldo no Estádio José Olívio Soares no jogo de ida das oitavas de final da Copa Verde.
No jogo de volta realizado no Estádio Mané Garrincha em Brasília, o Atlético vence novamente o Brasiliense, agora por 3 a 2 e classifica-se à próxima fase.
No jogo de ida das quartas de final, o Galo vence o Cuiabá por 3 a 2 na Arena Pantanal na capital mato-grossense.
O Galo volta a vencer o Cuiabá no jogo de volta das quartas de final em casa pelo placar de 3 a 1, classificando às semifinais. Pela primeira vez um time capixaba alcança essa fase na competição.
Na semifinal, o Galo da Vila volta a fazer história após eliminar o Luverdense, atual campeão da competição, e atingir a final de uma competição nacional pela primeira vez para um clube capixaba em toda história.
No primeiro jogo da final, o Galo perde por 2 a 0 para o Paysandu no Estádio Kleber Andrade em Cariacica.
No jogo da volta, jogando no Estádio Mangueirão em Belém, termina apenas com o empate em 1 a 1 com o Papão da Curuzu e fica com o histórico vice-campeonato.
Na Copa do Brasil, o Atlético, em sua estreia nessa competição, é eliminado pelo Remo após derrota por 2 a 0 em casa, sem a necessidade do jogo da volta.
Em sua primeira participação da sua história no Brasileiro da Série D, o Atlético Itapemirim estreia com derrota para o Uberlândia por 1 a 0 no Estádio Parque do Sabiá em Minas Gerais.
Após seis rodadas, o Atlético é eliminado na fase de grupos sem nenhuma vitória e apenas três pontos.
Pelo segundo ano consecutivo, o Atlético chega a final da Copa Espírito Santo ao eliminar o Real Noroeste nas semifinais. Após uma derrota e um empate para o Vitória-ES nas finais, o Galo termina com o vice-campeonato.

### Década de 2020: Primeiro rebaixamento
No Campeonato Capixaba de 2020, o Atlético sofre seu primeiro rebaixamento de sua história, após terminar na penúltima colocação, com apenas 4 pontos em 9 jogos.
Em 2022, o clube chega à final da Segunda Divisão Capixaba e é campeão sobre o Porto Vitória.
Em 2023, sofreu o segundo rebaixamento no Campeonato Capixaba, após não pontuar em nenhum jogo.

## Títulos
Campeão Invicto

### Masculino
| ESTADUAIS | ESTADUAIS                     | ESTADUAIS | ESTADUAIS  |
|           | Competição                    | Títulos   | Temporadas |
| --------- | ----------------------------- | --------- | ---------- |
|           | Campeonato Capixaba           | 1         | 2017       |
|           | Copa Espírito Santo           | 1         | 2017       |
|           | Campeonato Capixaba - Série B | 1         | 2022       |

#### Categoria de base
- Copa Espírito Santo - Sub-20: 2014
- Campeonato Capixaba - Sub-15: 2017

#### Campanhas em destaques
- Vice-campeão da Copa Verde: 2018
- Vice-campeão Capixaba - Série B: 2014
- Vice-campeão da Copa Espírito Santo: 2 (2014 e 2018)

### Feminino
| ESTADUAIS | ESTADUAIS         | ESTADUAIS | ESTADUAIS  |
|           | Competição        | Títulos   | Temporadas |
| --------- | ----------------- | --------- | ---------- |
|           | Campeonato Sulino | 1         | 2004       |

## Estatísticas

### Participações
|  | Participações em 2023 |

| Competição              | Competição          | Temporadas | Melhor campanha     | Anos                  | P | R |
| Espírito Santo (estado) | Campeonato Capixaba | 7          | Campeão (2017)      | 2015-2020, 2023       |   | 2 |
| Espírito Santo (estado) | Série B             | 4          | Campeão (2022)      | 2011, 2014, 2021-2022 | 2 |   |
| Espírito Santo (estado) | Copa Espírito Santo | 4          | Campeão (2017)      | 2015-2018             |   |   |
|                         | Copa Verde          | 1          | Vice-campeão (2018) | 2018                  |   |   |
| Brasil                  | Série D             | 1          | 63º colocado (2018) | 2018                  | – |   |
| Brasil                  | Copa do Brasil      | 1          | 84º Colocado (2018) | 2018                  |   |   |

### Temporadas
Legenda:
| Campeão Vice-campeão Eliminado na semifinal. | Rebaixado à divisão inferior. Campeão e promovido à divisão superior Promovido à divisão superior. |

### Retrospecto em competições nacionais
Última atualização: Série D de 2018.
| Competição | Competição     | Temporadas | Títulos | Pts. | J | V | E | D | GP | GC |
| ---------- | -------------- | ---------- | ------- | ---- | - | - | - | - | -- | -- |
| Brasil     | Série D        | 1          | –       | 3    | 6 | 0 | 3 | 3 | 3  | 6  |
| Brasil     | Copa do Brasil | 1          | –       | 0    | 0 | 0 | 0 | 1 | 0  | 2  |
|            | Copa Verde     | 1          | –       | 17   | 8 | 5 | 2 | 1 | 14 | 10 |

 Pts Pontos obtidos, J Jogos, V Vitórias, E Empates, D Derrotas, GP Gols Pró e GC Gols Contra

## Técnicos ilustres
- José Humberto de Oliveira[27]

## Uniformes

### Temporada 2020
| Uniforme nº 1 | Uniforme nº 2 |

### Temporada 2019
| Uniforme nº 1 | Uniforme nº 2 |

### Temporada 2018
| Uniforme nº 1 | Uniforme nº 2 |

### Temporada 2017
| Uniforme nº 1 | Uniforme nº 2 |

### Temporada 2016
| Uniforme nº 1 | Uniforme nº 2 |

### Temporada 2015
| Uniforme nº 1 | Uniforme nº 2 | Uniforme nº 3 |